# Правосуддя безсиле
«Правосуддя безсиле» (англ. Beyond Justice) — італійський пригодницький фільм 1992 року. Фільм має другу версію для телебачення, як мінісеріал під назвою «Принц пустелі» (італ. Il principe del deserto).

## Сюжет
Крістіна Сандерс президент могутньої корпорації зустрічає свого колишнього чоловіка араба на ім'я Мулет, з яким вона розлучилася більше десяти років тому. Чоловік розповідає, що приїхав з Марокко, щоб побачити сина Роберта. Але наступного дня Мулет викрадає Роберта і відлітає разом з ним в Марокко, де хлопчик повинен стати лідером племені. Щоб повернути Роберта назад Крістіна вирішує звернутися за допомогою до досвідченого професіонала Тома Бартона у якого великий досвід бойових операцій зі звільнення заручників на Близькому Сході.

## У ролях
| Актор                 | Роль                   |
| --------------------- | ---------------------- |
| Рутгер Гауер          | Том Бартон             |
| Керол Альт            | Крістін Сандерс        |
| Омар Шаріф            | Емір Бені-Заїр         |
| Елліотт Ґулд          | Ред Мерчансон          |
| Кабір Беді            | Мулет                  |
| Стюарт Бік            |                        |
| Девід Флосі           | Роберт Сандерс         |
| Бретт Гелсі           | Сел Куомо              |
| Пітер Сендс           | Джеймс Росс            |
| Крістофер Аренс       | охоронець              |
| Ларрі Долгін          | Дункан                 |
| Д.Р. Нанаяккара       | Ель Махаді             |
| Девід Томпсон         | директор Блай          |
| Річард Бакінгем Кларк | Джонсон                |
| Дональд Годсон        | заручник професор      |
| Лі Мур                |                        |
| Адель Ель Гебрі       | Сандал                 |
| Абдеррахім Бардоче    | людина Махаді          |
| Мохамед Ель Мехді     | людина з попередженням |
| Ахмед Маре            | Салім                  |
| Нільс Гуллов          | Тейлор                 |
| Паскаль Дрюан         | інструктор             |
| Роберт Спаффорд       | член правління         |